# Décimo Plócio Gripo
Décimo Plócio Gripo (em latim: Decimus Plotius Grypus), conhecido apenas como Plócio Gripo, foi um senador romano nomeado cônsul sufecto para o nundínio de 13 de janeiro a abril de 88 com Lúcio Minício Rufo. Gripo era um aliado do imperador Vespasiano, irmão do prefeito urbano de Roma Plócio Pégaso e provavelmente pai de um outro Plócio Gripo. 

## Carreira
Segundo Juvenal, Gripo e Pégaso foram batizados por seu pai, um oficial da marinha romana, em homenagem a navios que ele comandou. Já adulto, Gripo entrou para o exército romano e, por sua lealdade a Vespasiano durante o ano dos quatro imperadores, foi admitido no Senado (adlectio) como ex-tribuno da plebe (inter tribunicios) no final do ano. Em janeiro de 70, Gripo substituiu Técio Juliano como pretor depois que ele foi acusado de desertar o seu posto como legado de sua legião na Dácia quando ela se declarou a favor de Vespasiano. Uns poucos dias depois Técio recuperou o posto quando se soube que ele fugiu para junto de Vespasiano, mas Gripo manteve seu posto e foi nomeado preposto da VII Claudia, na Mésia.
Edward Champlin identificou como sendo seu filho um outro Plócio Gripo mencionado por Estácio em um de seus poemas, que já estava "bem encaminhado em sua carreira senatorial em meados da década de 90". Esta identificação foi aceita por Brian W. Jones, que nota que Estácio escreveu seu poema para o jovem Gripo sem mencionar seu pai, que já tinha status consular. Apesar de admitir que Gripo (pai) pode ter morrido antes da Guerra Sármata (101), Jones sugere que uma razão mais provável pode ter sido o fato de que, quando Estácio escreveu, Gripo (pai) estava exilado. A razão mais provável para este exílio seria resultado direto da disputa de Gripo e Técio Juliano pelo pretorado em 70. "Em 88, as posições dos dois eram bem diferentes: Juliano era o herói de Tapae, vencedor dos dácios enquanto que Gripo havia esperado dezoito anos para chegar ao consulado. Ciúmes pode ter feito com que ele tentasse minar seu antigo rival e o fracasso levou ao seu banimento".